# Anton Umek (gradbenik)
Anton Umek, slovenski gradbeni inženir, * 12. junij 1903, Brežice, † 27. februar 1983, Ljubljana.

## Življenje in delo
Po končani osnovni šoli v rojstnem kraju (1913) in realki v Ljubljani (1920) je tu študiral na gradbenem oddelku tehniške fakultete in 1926 diplomiral, se za eno leto zaposlil v tehn. pisarni inž. J. Pavlina v Ljubljani (1926–1927). Naslednje leto 1927/1928 je nadaljeval študij v Parizu (École nationale des ponts et chaussées), 1928 delal pri gradbenem podjetju Christiani-Nielson Koevenhavn v Cherbourgu, po vrnitvi v Ljubljano pa 1929–1932 pri Slogradu  ter 1933–1938 pri Stavbni družbi. Leta 1938 je ustanovil lastno gradbno podjetje, ga vodil do 1946, nato služboval: 1947–1949 pri Elektro zapadu v Zagrebu; 1948–1956 pri Gradisu, 1957–1959 pri Investicijski banki v Ljubljani; 1959–1965 v Investbirojih v Novem mestu in Trbovljah; od 1966 dalje, ko se je upokojil, je bil tehnični svetovalec združenja betonarn v Zahodni Nemčiji. V letih 1949−1952 in 1957–1962 je bil honorarni predavatelj na FGG v Ljubljani za predmet gradivo in preiskava konstrukcij.
Med letoma 1931 in 1946 je projektiral in zgradil 9 mostov in več industrijskih objektov ter daljnovodov v Sloveniji, objekte za izkoriščanje žlindre v železarni Skopje in hidro energetski sistem Baško blato na Livanjskem polju. Tehnično in idejno zamisel o povezavi Kopra in Ljubljane z železnico (s 4-mi predori) je obdelal 1950.
V projektivni in operativni dejavnosti  je usmerjal svoje delo k izpopolnjevanju gradbenih načinov ter pocenitvi. Od 1966 se je ukvarjal z raziskavami kvalitete betona. Kot novator in izumitelj si pridobil 10 patentnih listin (4 tuje), mdr. s področja betonske montažne gradnje (stropovi, zidovi, slopi, daljnovodi, stebri), 3 patente za montažne elemente pri gradnji cest.  Izkušnje s strokovnega področja je objavil v knjigi Brojčano određivanje kvaliteta betona i betonskih komponenata (1962), ter v številnih člankih.